# Gremsheim
Gremsheim ist ein Stadtteil des niedersächsischen Bad Gandersheim im Landkreis Northeim.

## Geographie
Gremsheim liegt circa sieben Kilometer von der Stadtmitte Bad Gandersheim und in der Heberbörde am Hang des Hebers.

## Geschichte
Der Ort wurde im Jahr 1007 erstmals urkundlich erwähnt.
Am 1. März 1974 wurde Gremsheim in die Stadt Bad Gandersheim eingegliedert.

## Kopfbuche bei Gremsheim
Die Kopfbuche bei Gremsheim ist die größte existierende Süntelbuche. Die Baumhöhe liegt bei 14 m, der Kronendurchmesser ist 24 m und der Stammumfang sechs Meter. Sie steht zwei Kilometer von der Ortsanlage entfernt.

## Politik
Gemäß der Hauptsatzung von Bad Gandersheim werden die Ortsteile der Stadt jeweils durch einen Ortsvorsteher vertreten. Aktuell ist Helga Mackensen in dieser Funktion.

## Persönlichkeiten
- Hermann Heydenreich (1862–1937), Apotheker und Kaufmann